# جکسون پولاک
پال جکسون پالک  (به انگلیسی: Paul Jackson Pollock) ‏(زاده ۲۸ ژانویه ۱۹۱۲ – درگذشته ۱۱ اوت ۱۹۵۶) نقاش آمریکایی و از پیشگامان جنبش هیجان‌نمایی انتزاعی بود. او بیشتر برای سبک منحصر به فرد «نقاشی قطره‌ای» شناخته شده‌است.

## زندگی هنری
جکسون پالک با نام کامل «پال جکسون پالک» در شهر کودی واقع در شمال غرب ایالت وایومینگ به دنیا آمد. در پاییز سال ۱۹۴۵ با لی کرزنر (که او هم هنرمند بود) ازدواج کرد، و در ۱۱ اوت ۱۹۵۶ در منطقه اسپرینگز، نیویورک در یک سانحهٔ رانندگی کشته شد.
نوجوانی را در کالیفرنیا گذراند و همان‌جا درس‌های مقدماتی هنر را فراگرفت. در سال ۱۹۲۸ شروع به تحصیل نقاشی در هنرستان هنرهای دستی در لس آنجلس کرد. در پاییز ۱۹۳۰ پالک راهی نیویورک شد و در آنجا زیر نظر توماس هارت بنتون در انجمن دانشجویان هنر به تحصیل پرداخت. بنتون او را از همه نظر در مسیر پیشرفتش ترغیب و تشویق کرد. پالک در اوایل دهه ۱۹۳۰ با نقاشی‌های دیواری «خوزه کلمنته اوروسکو» و «دیه‌گو ریورا» آشنا شد و آن‌ها را تحسین کرد. هرچند که او به‌طور گسترده به سرتاسر ایالات متحده سفر کرد، اما بیشتر عمر خود را در نیویورک گذراند. در سال‌های ۱۹۳۳–۱۹۳۱ در اتحادیهٔ هنرآموزان نیویورک به تحصیل نقاشی و مجسمه‌سازی پرداخت. با نقاشان مکزیکی، ریورا و سی‌که‌ایروس تماس برقرار کرد. از ۱۹۳۷ به‌طور متناوب به روانکاوی یونگ روی آورد.
در سال ۱۹۴۳ مدت کوتاهی به عنوان مرمت‌کار موزه نقاشی غیر واقع بینانه (نمونه اولیه‌ای برای موزه گوگنهایم) کار کرد. اواخر همان سال پکی گوگنهایم قراردادی را با او منعقد کرد که تا سال ۱۹۴۷ به طول می‌انجامید و به او اجازه می‌داد تا تمام وقت خود را به نقاشی اختصاص دهد. او اولین نمایشگاه انفرادی خود را در سال ۱۹۴۳ در گالری هنر این قرن گوگنهایم در نیویورک برگزار کرد. در اواسط دهه ۱۹۴۰، پولاک با شیوه‌ای کاملاً انتزاعی نقاشی می‌کرد و خود را از محدودیت‌های سه‌پایه نقاشی و عمود قرار دادن بوم آزاد می‌کند و بوم را بدون جهت و حالتی، بر روی زمین قرار می‌دهد. در سال ۱۹۴۷ سبک قطره‌ای او با بکاربردن چوب، ماله، یا چاقو برای چکاندن و پاشیدن رنگ بر روی بوم و همچنین ریختن رنگ به‌طور مستقیم از قوطی آن به وجود آمد. مفاهیم سورئالیست نقاشی ناخودآگاه و خودکار یادآوری روش قطره‌ای پالک است که آن را نقاشی کنشی نیز می‌نامند. سبکی که انقلابی بالقوه برای هنر معاصر تلقی شد و منجر به توسعه بیشتر هیجان‌نمایی انتزاعی گردید.

## فهرست آثار هنری
در زیر فهرست برخی از آثار هنری جکسون پالک آمده‌است:
- ۱۹۴۲ مذکر و مونت : موزه هنر فیلادلفیا
- ۱۹۴۲ تصویر تند نویسی: موزه هنر مدرن
- ۱۹۴۲ زن ماه: کلکسیون پگی گانگهم
- ۱۹۴۳ آبی (موبی دیک): موزه هنر اوهارا
- ۱۹۴۵ شهبانو رنج‌دیده: موزه هنرهای زیبا (بوستون)
- ۱۹۴۷ کلیسای جامع: موزه هنر دالاس
- ۱۹۴۷ پنج ژرف پیمایی دریایی: موزه هنر مدرن
- ۱۹۴۸ شماره پنج: مجموعهٔ هنری خصوصی
- ۱۹۴۸ ترکیب (سپید، مشکی، آبی و سرخ و سپید): موزه هنر نیو اورلئان
- ۱۹۴۸ هنگامهٔ تابستان: شماره ۹ ای: موزه تیت
- ۱۹۴۹ شماره یازده: موزه هنر دانشگاه ایندیانا، بلومینگتون، ایندیانا
- ۱۹۵۰ نقاشی دیواری روی زمینه قرمز هندی: موزه هنرهای معاصر تهران
- ۱۹۵۰ ریتم پاییزی: موزه متروپولیتن نیویورک

## آثار هنری

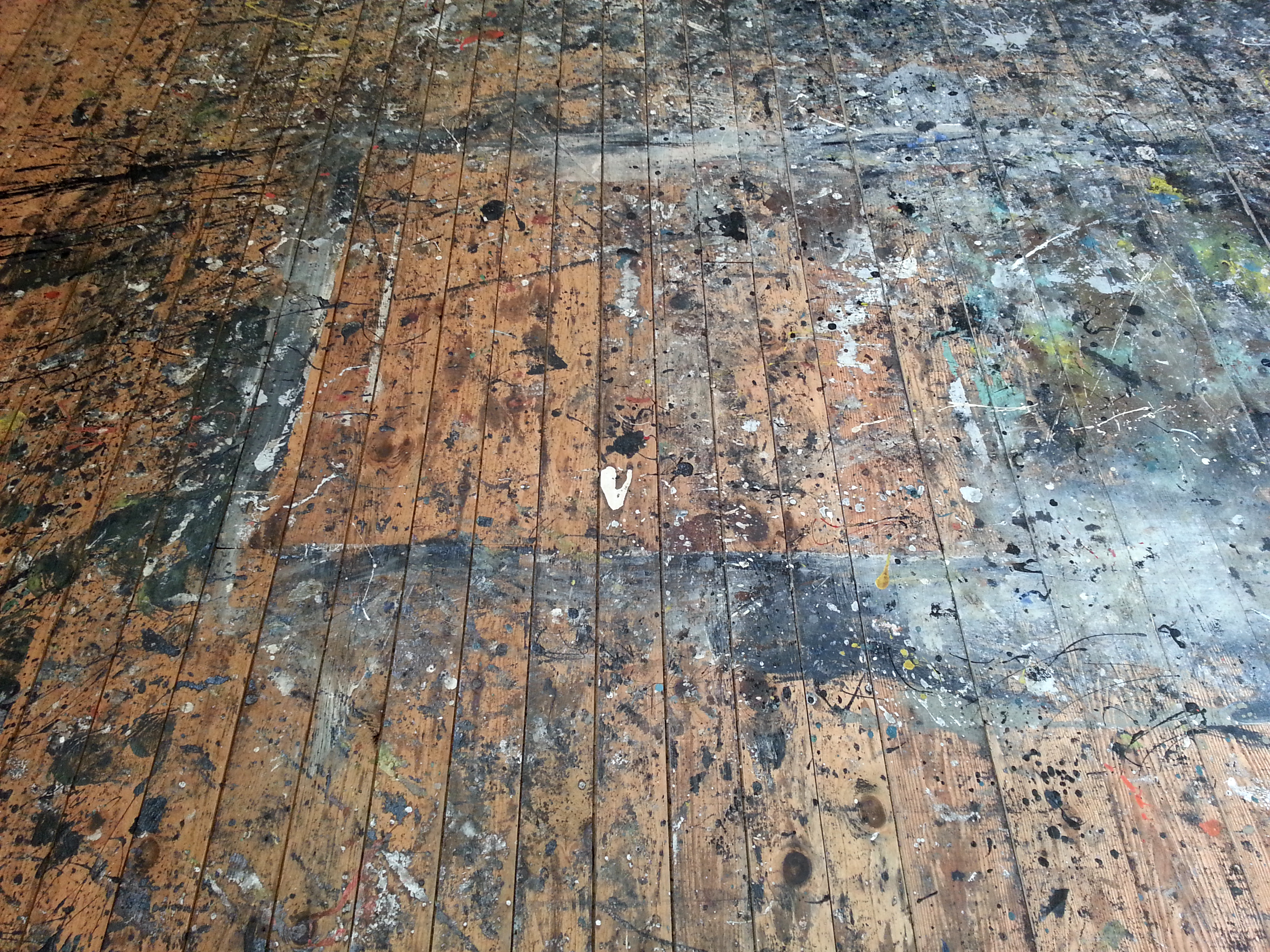
Pollock's studio-floor in Springs, New York, visual result of being his primary painting surface from 1946 until 1953

## یادداشت
1. ↑  در بسیاری از منابع ایرانی، از وی با عنوان «پولاک» یاد شده‌است، اگرچه خوانش درست «پالِک» است (خلاصه تاریخ هنر، پرویز مرزبان)